# Erik Swartling
Axel Erik Viktor Swartling, född 28 juli 1900 i Kvillinge socken, Östergötland, död 25 maj 1985 i Bromma, var en svensk jurist och ämbetsman. Han var sonson till Axel Swartling samt brorson till John och Ivar Swartling.
Swartling studerade juridik vid Uppsala universitet och blev juris kandidat 1923. Han blev 1:e kanslisekreterare i Finansdepartementet 1936, byråchef 1938, tillförordnad expeditionschef 1939, tillförordnad statssekreterare 1939, chef för löne- och pensionsavdelningen 1942 och expeditionschef 1942. Swartling utnämndes 1946 till regeringsråd (domare i Regeringsrätten), men redan året därpå blev han generaldirektör och chef för Postverket, ett ämbete han innehade till år 1964.
Hans chefskap inträffade under en av de mest expansiva perioderna i Postens historia. Efterfrågan på postens tjänster mer än fördubblades samtidigt som betingelserna – inte minst de ekonomiska – hårdnade. De ökande postvolymerna krävde stora årliga tillskott av arbetskraft samtidigt som det rådde i det närmaste full sysselsättning på arbetsmarknaden. Till detta kom svårigheter att konkurrera om jobben genom att inte kunna erbjuda marknadsanpassade löner. Därför tvingades han att genomföra negativa rationaliseringar som indragningen 1951 av brevbäring och kassaservice på söndagar och helgdagar. Men på andra områden skedde klara förbättringar – en kraftig utbyggnad av tätortsservicen i takt med urbaniseringen, väsentligt förbättrad betjäning på landsbygden och utvecklingen av postflyget till ett reguljärt och för kunderna billigt transportmedel.
Swartling blev kommendör med stora korset av Nordstjärneorden 1958. Han är begravd på Matteus kyrkogård i Norrköping.